# Стадион Градски врт
Стадион Градски врт је вишенаменски стадион у Осијеку, Хрватска. Највише се користи за фудбалске утакмице, а тренутно на њему играју НК Осијек и Фортуна ВНО.
Стадион је изграђен почетком 80-их година 20. века, а капацитет је 19.350 седећих места и још 2.700 стајаћих. Столице и рефлектори постављени су на стадион тек 1998. године. 2005. је урађена реконструкција, на западној трибин постављене су ВИП просторије, а ложа је уређена, након обнове стадион испуњава УЕФА критеријуме. Рекордна посета је била 40.000 гледалаца, забележена 1982. године на утакмици Осијек - Динамо Загреб.